# Клеоны
Клеоны́ (др.-греч. Κλεωναί) — один из городов Древней Греции, находящийся в Арголиде на северо-востоке полуострова Пелопоннес.

## География
Северную границу Арголиды со стороны Коринфии образует горный хребет, через эти горы вела узкая дорога из Аргоса в Коринф, на этой дороге и лежали Клеоны.

## История
Клеоны были очень небольшим городом. Они известны тем, что здесь проводились Немейские игры до 450 г. до н. э., которые по одной из версий были учреждены Гераклом после победы над Немейским львом, и считается, что лев жил именно рядом с Клеонами. Также в Клеонах Геракл убил из лука сыновей Молионы, близнецов Еврита и Ктеата, и здесь, согласно Павсанию, стояли храм и памятник Молионидам.